# Drums and Chants
Drums and Chants è un album di Mongo Santamaría, pubblicato dalla Tico Records nel 1955. Il disco, che nella versione spagnola uscì intitolato Tambores Y Cantos, raccoglie in parte materiale già edito nell'album precedente.

## Tracce
Lato A
1. Margarito – 2:47 (Silvestre Méndez) – Rumba Guaguanco
2. Caumbia – 3:10 (C.M. Valdez) – Rumba Columbia
3. Columbia – 2:47 (Silvestre Mendez) – Rumba Columbia
4. Abacua Ecu Sagare – 2:58 (Silvestre Mendez) – Ñañigo
5. Yroco – 3:03 (Silvestre Mendez) – Ñañigo
6. Ochun – 2:55 (Silvestre Mendez) – Bembe
7. Bembe Kinigua – 3:16 (Antar Daly) – Batiri

Lato B
1. Druma Kuyi – 2:50 (Silvestre Mendez) – Bati
2. Consejo al Vive Bien – 4:50 (C.M. Valdez) – Guaguanco
3. Moforiborere – 2:52 (J. Collazo) – Ritmo Lucumi
4. Oromiso – 3:19 (J. Collazo) – Ritmo Lucumi
5. Congo Mania – 7:57 (R. Santamaria) – Comparsa

## Musicisti
- Mongo Santamaría - congas, percussioni latine
- Carlos Potato Valdes - percussioni latine
- Antar Daly - percussioni latine
- Silvestre Mendez - percussioni latine
- Julio Collazo (o) Cullazo - percussioni latine
- Sconosciuto - flauto di legno (brano: A1)
- Sconosciuto - tromba (brano: B5)
- Nel disco vengono suonati vari strumenti a percussione (originari dell'isola di Cuba): Yoruba, Lucumi, Dahomeyanos, Carabalies e Congas.
- Usati inoltre Batas, Bembe, Congos, Quinto e altri tamburi dell'isola caraibica.